# استفان استراوب
استفان استراوب (انگلیسی: Stephan Straub؛ زادهٔ ۲۵ ژانویهٔ ۱۹۷۱) بازیکن فوتبال اهل آلمان است.
از باشگاه‌هایی که در آن بازی کرده‌است می‌توان به باشگاه فوتبال زاربروکن، باشگاه فوتبال آلمانیا آخن، و باشگاه فوتبال فورتونا دوسلدورف اشاره کرد.